# 2078 Nanking
2078 Nanking este un asteroid din centura principală, descoperit pe 12 ianuarie 1975 de Observatorul Zijinshan.